# I Got Rhythm
I Got Rhythm est une chanson composée par George Gershwin, avec des paroles d'Ira Gershwin, sortie en 1930, et qui est rapidement devenu un standard de jazz. Sa grille harmonique, appelée en français anatole, a servi de fondation à beaucoup d'autres morceaux emblématiques du jazz tel que le standard bebop de Charlie Parker Anthropology.

## Historique
Écrit à l'origine avec un rythme lent pour la comédie musicale Treasure Girl (1928), le thème de cette chanson a été accéléré pour être intégré dans la comédie musicale Girl Crazy. Ethel Merman a chanté ce thème lors de la première de cette comédie musicale à Broadway, en 1930. On rapporte que George Gershwin, après cette première, lui demanda de ne plus jamais prendre de cours de chant.
La mélodie utilise quatre notes d'une gamme pentatonique, de façon ascendante puis descendante, la spécificité rythmique du thème résidant dans son rythme syncopé. Ce thème a été par la suite enrichi, notamment dans Variations sur « I Got Rhythm » en 1934. Ce thème demeure emblématique du swing des années 1920 et du style d'écriture de Gershwin.
La chanson est interprétée par Gene Kelly au cinéma dans la comédie musicale de 1951 Un Américain à Paris. Elle a été classée 32e au classement AFI's 100 Years... 100 Songs des plus grandes chansons du cinéma américain.
Ce standard de jazz a été notamment repris par Ornette Coleman (Chippie), ou dans la série Les Pierrafeu. Charlie Parker s'est aussi beaucoup inspiré de ce thème, par exemple pour Anthropology. Mike Oldfield a aussi repris ce thème dans Platinum.
Parmi les autres interprètes à s'être approprié la célèbre pièce, notons Judy Garland pour le film Girl Crazy en 1943 et Ella Fitzgerald en 1950. Au tout début des années 1950, alors qu'elle tentait un retour à la scène après un séjour de plusieurs années à l'hôpital psychiatrique Saint-Michel-Archange de Québec, la chanteuse franco-canadienne, Alys Robi, l'a interprétée lors d'un enregistrement de l'émission Music Hall, sur les ondes de Radio-Canada.